# Helige Kristoffers kloster
Helige Kristoffers kloster, eller Sankt Kristoffers kloster, (serbiska: Манастир Светог Христофора/Manastir Svetog Hristofora) är ett serbisk-ortodoxt kloster beläget i byn Mislođin, nära förstaden Obrenovac i staden Belgrad i Serbien.
Klostret är helgat åt helgonet Kristoffer.

## Historia
Helige Kristoffers kloster byggdes under 1200-talet av Serbiens dåvarande regent, Stefan Dragutin. Enligt arkeologisk forskning visade det sig att klostret byggdes på grunden av en tidigare basilika.
Efter slaget vid Kosovo förstörde osmanerna klostret. 
Klostret byggdes upp igen av prins Stefan Lazarević, men efter Osmanska rikets erövring förföll klostret igen.
När klostret byggdes upp igen och fram tills 2013 var klostret inte i bruk.

## Bilder

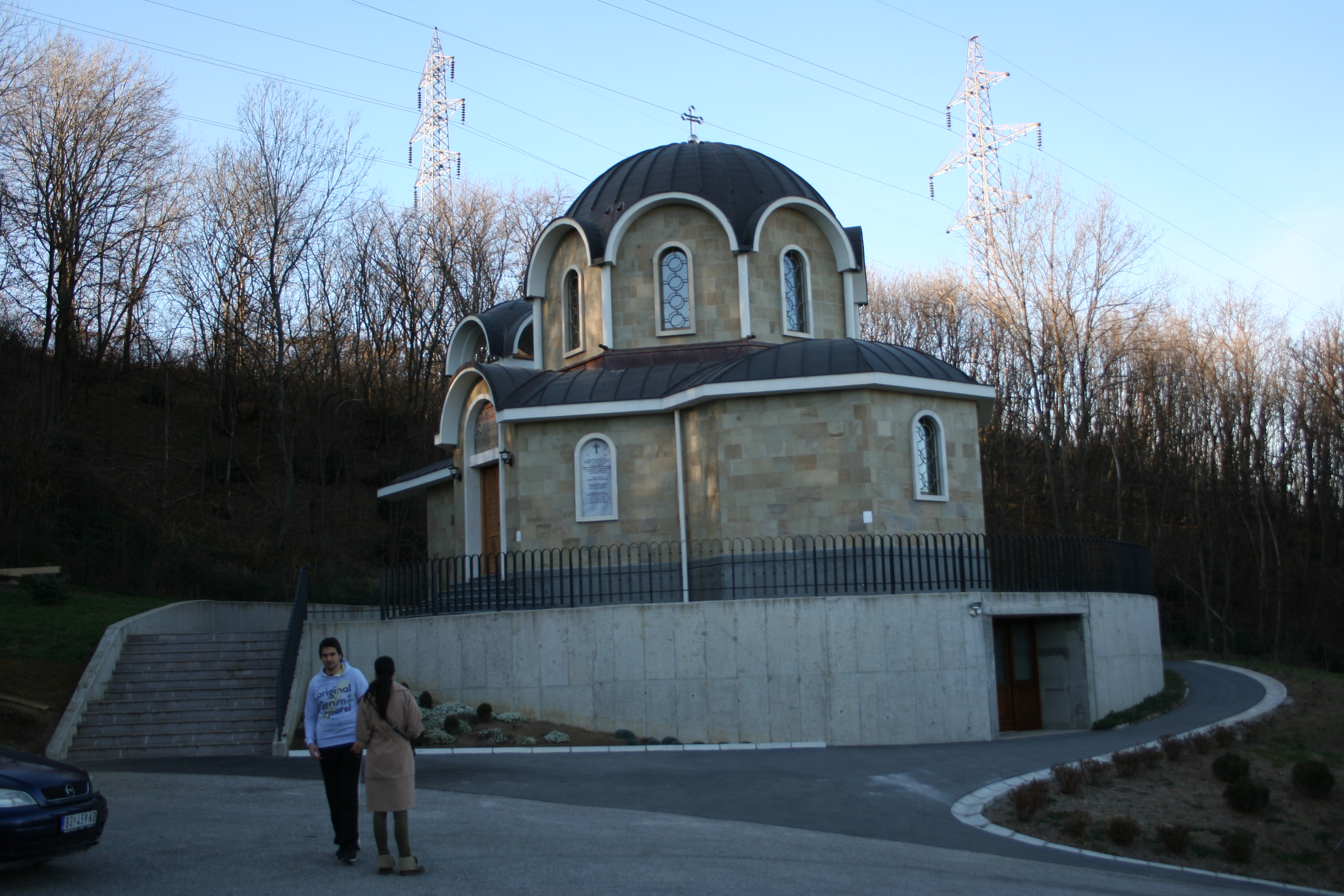
Klosterkyrkans baksida.
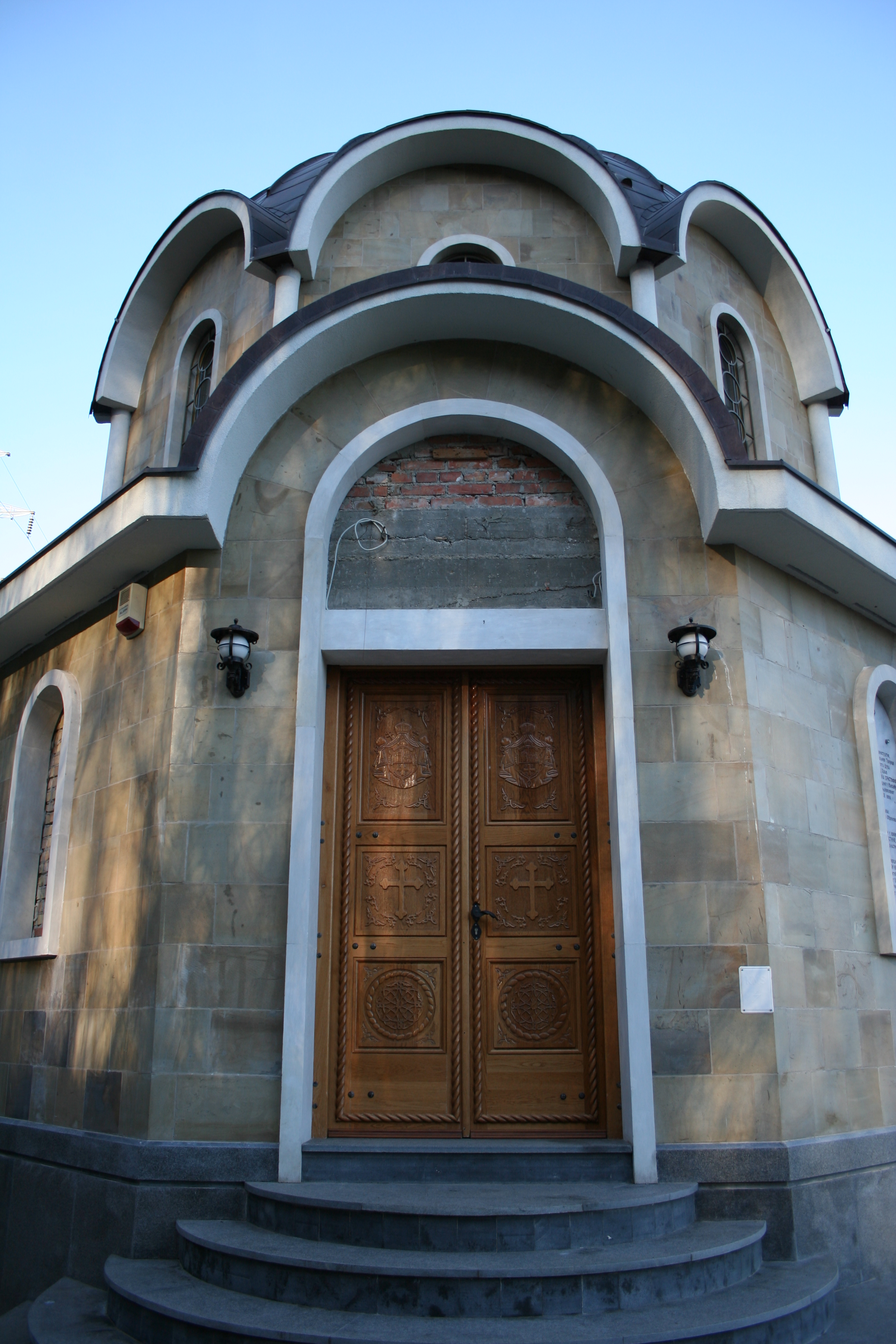
Ingången.